# L.A. Without a Map
L.A. Without a Map (no Brasil, Absolutamente Los Angeles) é um filme lançado no ano de 1998.